# Константинополски стени
Крепостните стени на Константинопол са серия от отбранителни съоръжения за защита на византийската столица Константинопол (днес Истанбул), издигнати при обявяването му за нова столица на Римската империя от Константин Велики. През годините са преустройвани многократно и претърпяват множество добавки. Тези крепостни стени са последната голяма фортификационна система на Античността и една от най-сложните, построени някога.
Първоначално издигнати от Константин Велики, стените заобикалят Константинопол от всички страни, като го защитават по суша и море. С разрастването на града през V век е построена двойната линия на Теодосиевите стени. Когато се налага, те защитават добре града и го правят почти непревземаем за всяка средновековна обсада, например аварско-персийската обсада в 626 г. и редица други обсади. Едва с прилагането на оръдия с барут за обстрел на стените те започват да поддават, но поради несъвършенствата на тогавашните оръдия защитниците често успяват да поправят повредите преди следващия залп. В крайна сметка Константинопол е превзет на 29 май 1453 г. от османските войски, надделели с големия си брой след шестседмична обсада.
По време на османския период стените остават почти непокътнати, но с разрастването на града през XIX век отделни участъци започват да се рушат и използват като кариера за строителен материал. Въпреки липсата на поддръжка много участъци от крепостните стени са запазени до днес. От 80-те години на XX век се провежда мащабен проект за реставрация.

## История
Първата крепостна стена на основания около 685 г. пр. Хр. град Византион обхваща малка територия на върха на полуострова – стената на Византион, сред това император Септимий Север (193 – 211), макар да му отнема статуса на полис, го укрепява с нова стена на няколкостотин метра навътре в сушата от старата – Северовите стени.
При Константин Велики (306 – 337) през 330 г. са изградени нови стени още по-навътре в полуострова – Константиновите стени. От тях не се е запазило нищо и за описанието им се разчита само на литературни източници. Отстояли са на 3 км навън от стените на Север и са обхващали три пъти по-голяма площ

### Теодосиеви стени
При император Теодосий II (управлявал 408 – 450), градът е опасан с внушителна нова двойна стена от района Влахерна на Златния рог до триумфалната арка на Златните врата близо до Мраморно море – Теодосиевата стена (на гръцки: τεῖχος Θεοδοσιακόν, teichos Theodosiakon). Тя има тристепенна защита (ров, външна стена и основна стена) и остава непревземаема до 1453 г.
Тя е разположена на около 2 km на запад от Константиновата стена. Строителството ѝ преминава през два етапа, първият под ръководството на префекта Антемий, през 413 г. според Кодекса на Теодосий, който управлява докато Теодосий е малолетен. През 1993 г. е открит надпис, според който строителството е отнело девет години, според което следва да е започнало още при царуването на император Аркадий (управлявал 395 – 408). При този първоначален етап е издигната основната стена с кули, която сега е вътрешна. Тя е дълга 5 650 m, имала 96 кули и се простирала от Пропонтида до Влахерна, която вече е обградена със защитна стена. През 447 г. след мощно земетресение стената е значително повредена – разрушени са 57 кули. В същото време надвисва заплахата от хуните на Атила и гражданите са принудени бързо да възстановят щетите. Именно тогава е изградена и външната стена proteixisma и ров.
Основната стена е дебела 5 m и висока 10 m, с бастиони на всеки 2 m. На всеки 60 – 70 метра има кула, повечето с квадратна форма, но има и многоъгълни, предимно осмоъгълни. Кулите са на два етажа, като горният е достъпен само по крепостната стена, а долният служи за склад. Външната стена отстои от основната на 13,5 m, дебела е 4,5 m и височината ѝ отвътре е 4 m от площадката, която я съединява с основната, но отвън изглежда двойно по-висока. Тя ъщо е снабдена с кули но така, че да не се припокриват с кулите на основната стена. На около 20 m навън е разположен ровът – първата защитна линия – широк 15 – 20 m и дълбок 5 – 7 m. Той е облицован с камък и от към града има още една стена, висока 2 m.

### Укрепления при Влахерните
Влахерните първоначално стоят отделно като укрепен квартал пред стената на града и са затворени целите от стена. Техните укрепления очевидно са по-стари от Теодосиевите стени, вероятно датират някъде през 4 век, а след това те са свързани с новите градски стени на Теодосий II. Разположени на стръмен склон, стените им са без ров, с изключение на долния им край към Златния рог, където при император Йоан VI Кантакузин (1347 – 1354) е изкопан ров в един участък.
Влахерна пострадал тежко при аварско-персийската обсада в 626 г. и през 627 г. при Ираклий I (610 – 841) е изградена нова стена при Влахерните и те са включени в града. След обсадата на Цариград от Крум допълнителна стена тук строи и Лъв V Арменец (813 – 820). След това тази стена е удължена на юг от Михаил II (820 – 829). Зад стената на Лъв се намира вътрешна стена, на Теофил (829 – 842). Двете стени са на 26 m една от друга и през тях минават Влахернските врата (на гръцки: πόρτα τῶν Βλαχερνῶν). Двете стени образуват укрепен корпус, наречен Браслионион („гривна“) на Влахерните (на гръцки: βραχιόνιον / βραχιόλιον τῶν Βλαχερνῶν) от византийците и известен след турското нашествие като Петокулие (Пентапиргон, на гръцки: Πενταπύργιον), по подобие на Седемкулната крепост. Вътрешната стена традиционно се идентифицира със стената на Ираклий, построена след обсадата от 626 г., за да се защити унищожената от турците църква на Св. Богородица Влахернска. Друга, по-къса стена, е добавена в по-късни времена, най-вероятно по време на управлението на император Теофил. Тя се простира от кръстовището на сухопътните и морските стени до самото море и е прободена от така наречената Дървена порта (на гръцки: Ξυλίνη πύλη, Ξυλόπορτα, Xyloporta). Тази стена и портата са разрушени от турците през 1868 г.
Император Мануил I Комнин (1143 – 1180) изнася още по-напред цялостната линия на единна фортификация на града в най-северния участък при Златния рог, като при Големия Влахернски дворец вдига стена, свързваща го с Теодосиевата стена) с кули, но без ров, тъй като трудният релеф на района го прави ненужен. Впоследствие към нея преди 1188 г. са достроени още 150 м и е включено укреплението, известно като затвор на Анемас, вдигнато от Мануил Комнин, открити са надписи за поправката им през 1188, 1317 и 1441 г.

### Градски крепостни стени по морския бряг
Цариград е плътно защитен и откъм морето по целия периметър с непрекъсната стена с няколкостотин кули, свързана със стените, бранещи го към сушата. Първата ѝ част датира от 439 г., щателно доукрепвана, поправяна и ремонтирана чак до 1434 г. Допълнително при опасност Златният рог е преграждан с дебела верига през водата, поставена от император Лъв III (717 – 741). В морските стени са устроени порти за връзка с градските пристанища, включително и триумфални порти като Царските врата (тур. Balat Kapı) комплекс арки и порти, водещи към Влахернския дворец, пищната мраморна порта Св. Варвара, водеща към Акропола в центъра на града, унищожен след нашествието и на негово място направен султанския дварец Топкапъ, тя е разрушена от турците през 1816 г. и др.

### Извън града
В близост до Константинопол в различни периоди също са изграждани укрепления като част от общата му защита. Първото и най-голямо от тях е т.нар. „Анастасиеви стени“ (на старогръцки: τεῖχος Ἀναστασιακόν, teichos Anastasiakon), изградени в средата на V век на 65 км западно от града. Те са дебели над 3 метра и високи над 5 метра, но ефективността им е ограничена и някъде през VII век са изоставени поради липса на средства за поддръжка на гарнизон там. В следващите векове материалите от ях са вложени в местните сгради, но някои по-отдалечени части все още съществуват.

### При османците
Значението на крепостните стени се запазва и след завладяването на града от османците. Една от първите задачи на султан Мехмед II (1451 – 1481) е да поправи разрушенията, причинени им при атаката. През 1457 г. в южния край на стените е издигната т.нар. Седемкулна крепост Едикуле (Yedikule / Heptapyrgion). Тя е изградена, като са построени три кули вътре в основната стена, свързани една с друга. Включена е и част от Теодосиевата стена между кули 8 и 11, като това включва Златните врата с техните две кули. По този начин в крепостта фигурират 3 нови и 4 византийски кули, откъдето идва и името ѝ.
Крепостните стени са ремонтирани през 1509 и след това през 1635, когато реконструкцията им е значителна и повърхностите са измазани. Ремонт се налага и след големите земетресения през 1690 и 1709 г. Последните поправки по земните насипи са между 1722 и 1724 г. по времето на султан Ахмед III.

## Описание

### Порти
Крепостните порти наброяват девет главни, които обхващат двата реда стени, и няколко по-малки вторични порти. Точното им установяване е спорно по няколко причини: византийските хроники посочват повече имена от броя на вратите, а оригиналните гръцки имена престават да се ползват през османския период, като това води до противоречиви данни. От литературните източници се установяват с точност само три порти: Златната порта (Златни врата) до Мраморно море, портата Rhegion (на турски: Yeni Mevlevihane Kapısı в съвременния квартал Кючукчекмедже) и портата Charisius или Одринската порта (на турски: Edirnekapı в съвременния квартал Фатих) .
В традиционната номенклатура на Филип Антон Детиер от 1873 г. портите са разделени на публични и военни, като двата вида се редуват по продължението на стените. Според Детиер публичните са имали собствени имена и са били отворени за граждани, докато вторите са имали номера и са били само за военните. Днес това разграничение се ползва единствено като историографска условност, тъй като са установени редица разминавания – например наименованието на портата не съответства на прилежащия градски квартал
Старите Златни врата (лат: Porta Aurea; гр: Χρυσεία Πύλη; тур: Altınkapı или Yaldızlıkapı) на Константиновите стени са главната парадна порта и са споменати в Notitia Urbis Constantinopolitanae. Били са трикатни белокаменни, украсени с шест колони (Hexakionion , т.е. „шест колони“) и ниши. Намирали се някъде на южните склонове на седмия хълм. Не е ясно, кога са построени, макар че се свързват с Константин Велики. След построяването на Теодосиевата стена те са изоставени. Оцеляват до XIV век, когато византийският учен Мануил Хрисолор ги описва като „построени от мраморни блокове с високи отвори“ и увенчани с нещо като стоа В късновизантийския период е имало изображение на Разпятие Христово, с което се свързва по-късното име, İsakapı („Порта на Исус“). През тези последни векове на Византийската империя горната част била използвана като погребален параклис, украсен с фрески. Съоръжението е напълно унищожено от земетресение през 1509 г., но приблизителното положение на портата е някъде в близост до джамията Есе Капъ (на турски: Ese Kapı Mescidi)
Двете кули на Златните врата от късновизантийския период са включени в Седемкулната крепост Едикуле (на турски: Yedikule Hisarı), построена от турците през 1458 г. В съвременен Истанбул са запазени части от нея, включително и предполагаемите останки от Златните врата.

### Седемкулна крепост
Седемкулната турска крепост при турците за известно време пази хазната и архива, а след това става зловещ османски затвор, в който са екзекутирани хора. През ноември 1463 г. с почти всички мъже от фамилията му свети Давид II Велики Комнин – последния император на последната оцеляла ромейски територия Трапезундската империя, през 1603 – грузинският цар на Картли Симон I Велики, на 20 май 1622 затворения тук 18-годишен султан Осман II е удушен по заповед на Дауд паша, на 22 юни 1633 г. – молдовския княз Мирон Барновски Могила, през 1714 г. – влашкия княз Св. Константин Бранковян Басараб със синовете му Константин, Стефан, Радо и Матей отказали да се потурчат, тук задълго са хвърлени в затвора влашкия княз Петър III Церцел (през 1599 преди да бъде преместен и убит в Родос в 1590), европейските дипломати: Пётр Андреевич Толстой, Яков Иванович Булгаков, Франсоа Пуквил и пр. През 1961 г. лауреата на Нобелова награда за литература Иво Андрич пише повестта Prokleta avlija (Проклетият двор), чието действие се развива в турската крепост.

## Значение
За 1223 години, след като градът става имперска столица, стените са преодолени от противник само 2 пъти, и в двата случая това става при Влахерните – при превземането на Константинопол от кръстоносците на 12 април 1204 г и след 250 години – от османците през потерната Kerkoporta на 29 май 1453 година при падането на Константинопол, тогава в бой с нашественика при крепостните врата на Св. Роман загива с меч в ръка последният император Константин XI.